# Veli Rat
Veli Rat (olaszul: Punte Bianche) falu Horvátországban Zára megyében. Közigazgatásilag Salihoz tartozik.

## Fekvése
Zárától légvonalban 30 km-re nyugatra, községközpontjától légvonalban 34 km-re, közúton 42 km-re északnyugatra a Dugi-sziget északnyugati részén, a Čuna-öbölben, Verunić-csal szemben fekszik. A Čuna-öblöt egy keskeny csatorna köti össze a jóval nagyobb Pantera-öböllel. Veli Rat a sziget legnyugatibb települése. A falu alatti part fürdőzésre nem igazán alkalmas, nyugati végén vitorláskikötő található.

## Története
A régészeti leletek tanúsága szerint területe már a római korban is lakott volt. A mai települést 1327-ben említik először. Ekkor már állt Szent Antal tiszteletére szentelt temploma, melyet később átépítettek. A falu területe a sziget többi részéhez hasonlóan Zárához tartozott, majd 1409-től a várossal együtt a Velencei Köztársaság része lett. A 18. század végén Napóleon megszüntette a Velencei Köztársaságot. Dugi otok 1797 és 1805 között Habsburg uralom alá került, majd az egész Dalmáciával együtt a Francia Császárság része lett. 1815-ben a bécsi kongresszus újra Ausztriának adta, amely a Dalmát Királyság részeként Zárából igazgatta 1918-ig. A településnek 1857-ben 263, 1910-ben 337 lakosa volt. Az első világháborút követően előbb a Szerb-Horvát-Szlovén Királyság, majd Jugoszlávia része lett. Az 1970-es évektől a több munkalehetőség miatt sok fiatal költözött a nagyobb városokba és vándorolt ki az Egyesült Államokba és Ausztráliába is. A falunak 2011-ben 60 lakosa volt, akik hagyományosan mezőgazdasággal, halászattal és újabban egyre inkább turizmussal foglalkoznak. A faluban posta, bolt, kemping, modern kikötő, utazási iroda működik, a bolt mellett pedig egy pizzéria is található.

## Lakosság
| Lakosság változása | Lakosság változása | Lakosság változása | Lakosság változása | Lakosság változása | Lakosság változása | Lakosság változása | Lakosság változása | Lakosság változása | Lakosság változása | Lakosság változása | Lakosság változása | Lakosság változása | Lakosság változása | Lakosság változása | Lakosság változása |
| ------------------ | ------------------ | ------------------ | ------------------ | ------------------ | ------------------ | ------------------ | ------------------ | ------------------ | ------------------ | ------------------ | ------------------ | ------------------ | ------------------ | ------------------ | ------------------ |
| 1857               | 1869               | 1880               | 1890               | 1900               | 1910               | 1921               | 1931               | 1948               | 1953               | 1961               | 1971               | 1981               | 1991               | 2001               | 2011               |
| 263                | 533                | 230                | 320                | 315                | 337                | 452                | 300                | 286                | 282                | 245                | 239                | 167                | 140                | 83                 | 60                 |

## Nevezetességei
- Páduai Szent Antal tiszteletére szentelt plébániatemploma a 14. század első felében épült, 1327-ben már állt. Később átépítették.
- A település gyöngyszeme a tőle 3 km-re északnyugatra található Punta Bjanka világítótorony. A Punta Bjanka a legnagyobb világítótorony az Adrián, magassága 42 méter, hatósugara 22 tengeri mérföld, mintegy 40 km. Feltűnőségét még fokozza sárga festése, amelyet a szájhagyomány szerint százezer tojással színeztek sárgára. A világítótorony épületében kiadó szállások találhatók. A világítótorony két oldalán aprókavicsos, strandolásra alkalmas rövidebb szakaszokat találunk és büfé is található itt.
- A világítótorony udvarán egy másik szakrális építmény, a Szent Miklós kápolna, amelyet a tengerészek védőszentjének tiszteletére szenteltek.A kápolnában fennmaradt egy 1869-ből származó római misekönyv. Ma főként romantikus esküvőket rendeznek benne.
- A falutól délkeletre található a Sakarun-öböl, melynek homokos strandja az egyik legszebb és legkedveltebb az Adrián. Kavicsos és aprókavicsos strand található a Podgarba-öbölben is.

## Híres emberek
Itt született 1919. december 8-án Marijan Oblak zárai érsek.